# زگاجو، شهرستان بوسکو
زگاجو (به لاتین: Zagajów) یک روستا در جنوب مرکزی لهستان است که در گمینا سولتس-زدروی واقع شده‌است.